# 锡林郭勒草原
锡林郭勒草原在內蒙古锡林郭勒盟，1983-1991年草原退化面積達48%。草原設有国家级自然保护区，总面积5800平方公里，2015年有9,578户，21,265名牧民。